# Емілі Девіс
Сара Емілі Девіс (22 квітня 1830, Карлтон-Крессет, Саутгемптон — 13 липня 1921, Гемпстед, Кемден, Великий Лондон, Англія, Велика Британія) — англійська феміністка та суфражистка, а також піонерка кампанії за права жінок на освіту в університеті. Співзасновниця і одна з перших керівників Гертон-коледжу Кембриджського університету — першого коледжу в Англії, що відкрив двері для жінок.

## Життєпис
Народилася в Карлтон-Кресент (Саутгемптон, Англія), в сім'ї євангельського священника і вчительки, хоча більшу частину юності провела в Гейтсхеді, де її батько Джон Д. Девіс був ректором.
У Девіс виникла спокуса зайнятися медициною. Вона написала статтю «Жінки-лікарі» для феміністичного Англійського жіночого журналу в травні 1860 року і «Медицина як професія для жінок» 1862 року. Крім того, вона «дуже підтримувала» свою подругу Елізабет Гаррет у її медичних дослідженнях.

## Права жінок
Після смерті батька 1862 році переїхала до Лондона, де стала редакторкою Англійського жіночого журналу і потоваришувала із захисницями прав жінок Барбарою Бодішон, Елізабет Гаррет Андерсон та її молодшою сестрою Міллісент Фосетт. Стала однією із засновниць жіночої дискусійної групи Кенсингтонське товариство, разом з Елізабет Гаррет Андерсон, Барбарою Бодішон, Доротеєю Біл і Френсіс Мері Басс, які безуспішно клопотали перед парламентом про надання жінкам виборчих прав.
Розпочала кампанію за право жінок на освіту, а також на здобуття наукового ступеня та кваліфікації викладача. Брала активну участь у роботі лондонської шкільної ради та Комісії з розслідування шкільних справ, а також сприяла прийому дівчаток для складання офіційних іспитів до середньої школи. Продовжувала виступати за прийом жінок до університетів Лондона, Оксфорда та Кембриджа. Як і всі університети того часу, вони були виключно чоловічими установами.
Також взяла участь у суфражистському русі, який зосередився на праві жінок голосувати. 1866 року брала участь у складанні петиції Джона Стюарта Мілля до британського парламенту, яку підписали Пауліна Ірбі, Елізабет Гаррет Андерсон і ще 15 тис. суфражисток, що стала першою заявкою на виборче право жінок. Того ж року написала книгу «Вища освіта для жінок».

## Гертон-коледж
1869 року очолила кампанію зі створення першого у Великій Британії жіночого коледжу за підтримки Френсіс Басс, Доротеї Біл і Барбари Бодішон. Гертон-коледж спочатку розташовувався в Гітчині (графство Гартфордшир), і першою його управителькою стала Шарлотта Меннінг. Потім, 1873 року, коледж переїхав на околицю Кембриджа.
Рішуче виступала за якість навчальних програм, еквівалентних пропонованим чоловікам. Попри відхилення Сенатом її пропозиції офіційно дозволити жінкам складати іспити, продовжувала неофіційно готувати студенток до випускних іспитів Кембриджа.
У 1873—1875 роках керувала коледжем, а потім до 1904 року обіймала посаду секретаря. Повні дипломи Кембриджського університету коледж почав видавати жінкам лише 1940 року.
Наполеглива боротьба Девіс за рівну освіту для жінок зіграла важливу роль також у створенні 1875 року Ньюнемського коледжу, який очолила Енн Джеміма Клаут. У червні 1901 року в Університеті Глазго здобула почесний ступінь доктора права.
Девіс також не полишала роботу щодо боротьби за виборче право жінок. 1906 року очолила делегацію в парламенті. Виступала проти радикальних та насильницьких методів суфражистської частини жіночого виборчого руху, очолюваного Панкгерст. 1910 року Девіс опублікувала Роздуми з деяких питань, що стосуються жінок.
Померла в Гемпстеді (Лондон) 13 липня 1921 року.

## Цитати
|                                                   | Багато людей без вагань дадуть відповідь, що єдина мета, до якої потрібно прагнути, ідеал, якого варто дотримуватися у вихованні жінок, — це прагнення бути добрими дружинами та матерями. І відповідь цілком розумна, наскільки це можливо, й аргументована. Зрозуміло, що ніяка освіта не була б гарною, якби вона не була спрямована на створення добрих дружин і матерів; і те, що допоможе стати хорошими дружинами й матерями, ймовірно, буде найкращою можливою освітою. Але, визнавши це, необхідно вказати, що освіта, мету якої в такий спосіб обмежено, найпевніш, не дозволить досягти цього повною мірою.Оригінальний текст (англ.) Many persons will reply, without hesitation, that the one object to be aimed at, the ideal to be striven after, in the education of women, is to make good wives and mothers. And the answer is a reasonable one, so far as it goes, and with explanations. Clearly, no education would be good which did not tend to make good wives and mothers; and that which produces the best wives and mothers is likely to be the best possible education. But, having made this admission, it is necessary to point out that an education of which the aim is thus limited, is likely to fail in that aim. |
| — Емілі Девіс, Вища освіта для жінок, стор. 10-11 | |

## Спадщина
30 червня 2019 року в Гертон-коледжі Кембриджа, у рамках святкування 150-річчя коледжу, баронеса Бренда Гейл, голова Верховного Суду, відкрила синю меморіальну дошку, присвячену засновникам Емілі Девіс та Барбарі Бодішон. Дошку встановлено на будівлі головної вежі біля в'їзду в Гертон з боку Гантінгдон-Роуд.